# Girabola 1992
Der Girabola 1992 war die 14. Saison des Girabola, der höchsten Spielklasse im Fußball in Angola. Es nahmen 16 Mannschaften teil, die je zweimal gegeneinander antraten. In der folgenden Saison 1993 traten dann nur 12 Mannschaften an. Dazu stiegen am Ende dieser Saison 1992 sechs Klubs ab und zwei auf.
Primeiro de Agosto aus der Hauptstadt Luanda gewann wie im Vorjahr die Meisterschaft. Petro Luanda gewann den angolanischen Pokal und danach auch den angolanischen Supercup gegen Meister Primeiro de Agosto.
Petro Luandas Stürmer Amaral Aleixo wurde mit 20 Treffern Torschützenkönig der Saison 1992, nachdem er mit 23 Treffern für Sagrada Esperança bereits 1991 Torschützenkönig war.

## Tabelle
Vermutlich durch die Wirren und Zerstörungen des angolanischen Bürgerkriegs (1975–2002) sind kaum Daten zu der Saison vermerkt, und es ist keine detaillierte Abschlusstabelle erhalten. Abschließend aufgeführt sind nur die drei ersten Plätze und die sechs Absteiger einer nicht weiter vermerkten Abschlusstabelle.
| Platz | Verein               | Anmerkung              |
| ----- | -------------------- | ---------------------- |
| 1     | Primeiro de Agosto   | (M)(P)                 |
| 2     | ASA                  | vorher Desportivo TAAG |
| 3     | Petro Luanda         |                        |
| ?     | Petro Huambo         |                        |
| ?     | Primeiro de Maio     |                        |
| ?     | Nacional Benguela    |                        |
| ?     | Benfica Huambo       |                        |
| ?     | GD Sagrada Esperança |                        |
| ?     | FC Cabinda           |                        |
| ?     | Desportivo Eka       |                        |
| ?     | Desportivo Nocal     | (N)                    |
| ?     | Sporting Benguela    |                        |
| ?     | Ferroviário Huíla    |                        |
| ?     | GD Interclube        |                        |
| ?     | Inter Huíla          | (N)                    |
| ?     | Benfica Cabinda      |                        |

(Stand: Endstand, keine detailliertere Daten vermerkt)
| (M) | amtierender angolanischer Meister     |
| (P) | amtierender angolanischer Pokalsieger |
| (N) | Neuaufsteiger der letzten Saison      |